# Alphonse III d'Este
Pour les articles homonymes, voir Alphonse III.
Alphonse III d'Este (né à Ferrare en 1591, mort à Castelnuovo di Garfagnana le 24 mai 1644) a été duc de Modène et de Reggio de 1628 à 1629.

## Biographie
Alphonse est le fils de César d'Este et de Virginia de Médicis, il est d'un caractère enflammé et impulsif, il participe à la guerre contre Lucques de 1613 et il a un rôle de premier plan dans le différend entre la famille ducale et celle des Pepoli qui culmine avec l'assassinat du comte  Ercole Pepoli à Ferrare en 1617.
Le 22 février 1608, il épouse à Turin Isabelle de Savoie, fille du duc Charles-Emmanuel Ier et de Catherine-Michelle d'Autriche, qu'il aime sincèrement au point d'hésiter à entrer en religion après la mort de celle-ci, en 1626, lors de l'accouchement de leur quatorzième enfant.
Le 11 décembre 1628, César meurt et il assume le gouvernement de l'État mais à la fin de juillet 1629, depuis le château de Sassuolo, il annonce son abdication en faveur de son fils François. Le 8 septembre à Merano dans le Tyrol, il laisse ses habits ducaux pour endosser la saie des capucins et prend pour nom fra' Giambattista da Modena.
Il devient prédicateur et missionnaire et au cours de la peste de 1630-1631, il apporte le réconfort aux moribonds. En octobre 1632, il revient à Modène, mais ses prêches contre les usages de la cour et contre les juifs qu'il tente de convertir, les obligeant à écouter ses sermons, échauffent les esprits et sa présence devient encombrante.
Il se retire dans un couvent à Castelnuovo di Garfagnana qu'il fait ériger au frais du duc, son fils, où il meurt le 24 mai 1644.

## Mariage et descendance
De son mariage avec Isabelle de Savoie naissent quatorze enfants dont certains sont morts jeunes :
- Cesare (1609-1613) ;
- François Ier d'Este (1610-1658), futur duc de Modène et de Reggio, qui épouse les sœurs Marie Farnèse et Vittoria Farnèse, puis Lucrezia Barberini ;
- Obizzo (it) (1611-1644), évêque de Modène ;
- Caterina (1613-1628), religieuse ;
- Cesare (1614-1677) ;
- Alessandro (1615) ;
- Carlo Alessandro (1616-1679) ;
- Rinaldo (1618-1672) cardinal ;
- Marguerite (1619-1692), épouse de Ferdinand III de Guastalla, duc de Guastalla ;
- Béatrice (1620) ;
- Béatrice (1622-1623) ;
- Filiberto (1623-1645) ;
- Bonifazio (1624) ;
- Anna Béatrice (it) (1626-1690), épouse du duc Alessandro II Pico della Mirandola (en).

## Sources
- (it) Cet article est partiellement ou en totalité issu de l’article de Wikipédia en italien intitulé « Alfonso III d'Este » (voir la liste des auteurs).